# Edward Korczyński
Edward Sas-Korczyński (ur. 5 października 1844 w Dobromilu, zm. 23 września 1905 w Krakowie) – polski lekarz internista, poseł-wirylista do Sejmu Krajowego Galicji VI kadencji.

## Życiorys
W 1868 uzyskał w Krakowie stopień doktora. Początkowo praktykował w Dębicy. Następnie został asystentem w klinice chorób wewnętrznych w Krakowie. W 1871 został prymariuszem oddziału wewnętrznego w Szpitalu św. Łazarza w Krakowie. Od 1874 profesor zwyczajny patologii i terapii szczegółowej na Uniwersytecie Jagiellońskim oraz dyrektor kliniki chorób wewnętrznych. Od 1889 do 1890 był rektorem Uniwersytetu Jagiellońskiego.
Wykonywał prace z dziedziny kardiologii, gastrologii, reumatologii. Był twórcą tak zwanej „krakowskiej szkoły chorób żołądka.” Wraz z Antonim Gluzińskim i Walerym Jaworskim opracował nowe metody badania przewodu pokarmowego. Uważany za twórcę wielu nowych pojęć z patologii i diagnostyki tych chorób. Jako pierwszy w Polsce wprowadził oddzielne wykłady z balneologii. W latach 1873–1880 był redaktorem „Przeglądu Lekarskiego”. W 1875 założył w Krakowie Stowarzyszenie Wydawnictw Dzieł Lekarskich. Był autorem licznych podręczników i monografii z zakresu chorób wewnętrznych.
Został pochowany na cmentarzu Rakowickim w Krakowie (kwatera T, rząd płn.).

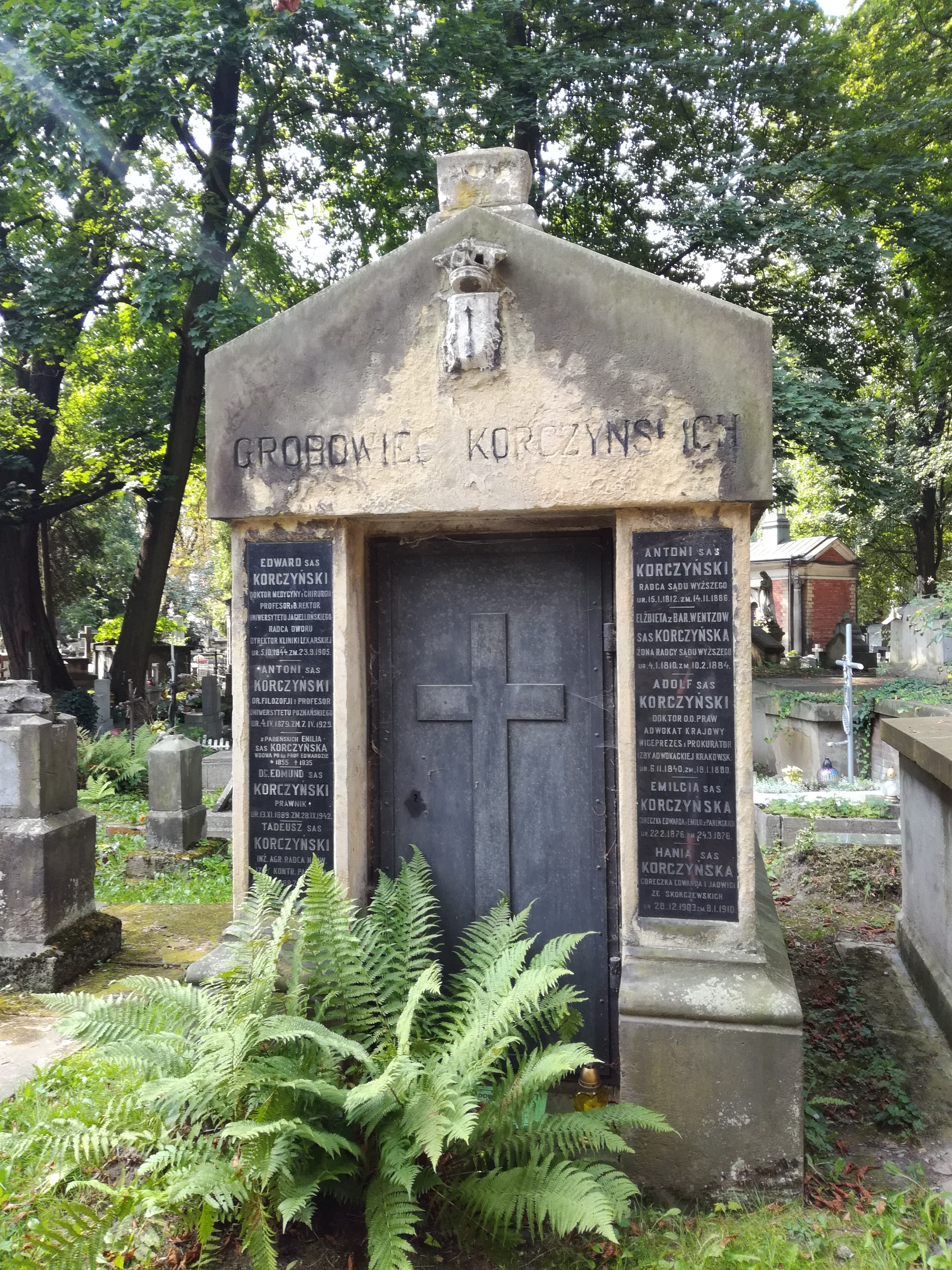
Grobowiec prof. Edwarda i prof. Antoniego Korczyńskiego

W 1908 sekcja Towarzystwa Lekarzy Galicyjskich w Sanoku postanowiła uczcić pamięć prof. Edward Korczyńskiego poprzez ufundowanie tablicy honorującej jego osoby do kościoła w Dobromilu i podjęła zbiórkę środków na ten cel, trwającą w 1909.
Był żonaty z Emilią z Pareńskich (1855–1935), z którą miał syna Kazimierza (ur. 1896), porucznika artylerii rezerwy Wojska Polskiego.

## Ordery i odznaczenia
- Krzyż Komandorski Orderu Odrodzenia Polski (pośmiertnie, 11 listopada 1936)[5]